# Дакар рели
Дакар рели је чувена трка која се одржава крајем децембра и почетком јануара још од 1979. године, а основна карактеристика јој је то што се њен већи део вози ван путева и кроз Сахару. Иако је превасходно трка професионалних возача, отворена је и за аматере који обично чине око 80% учесника. Трка планирана за 2008. годину је отказана због отворених терористичких претњи, као и због чињенице да је неколико Француза убијено на предвиђеној траси релија кроз Мали, свега неколико недеља пре његовог почетка. Рели је 2009. по први пут вожен у Јужној Америци.

## Историјат
Идеја о трци је рођена 1978. године, након што се возач Тјери Сабин изгубио у пустињи и закључио да би било сјајно организовати рели кроз пустињу. Рели је у почетку вожен од Париза до Дакара, са трајектним превозом преко Средоземног мора, међутим услед разних, претежно политичких утицаја, путања, полазиште и циљ су се мењали током година, што се одражавало у честим пролазима кроз Алжир током раних година релија због колонијалних веза Француске (као оснивача релија) и Алжира.
Трка је последњи пут кренула из Париза 1994. године, када се и окончала у француској престоници, када је због притужби Париског градоначелника циљ измештен са Јелисејских поља у Евродизниленд односно на периферију. Због тога се од 1995. године мењају путање релија, али се Дакар као циљ или једно од успутних станица задржао скоро све време(са изузетком 2003. године).
Хјуберт Ориол је 1992. године постао први возач који је освојио Дакар рели и на два и на четири точка. Касније је то пошло за руком и Стефану Петерханселу, који последњих година доминира на Дакар релију.

## Категорије
На Дакар релију постоје три такмичарске категорије:
- Мотоцикли
- Аутомобили (од разних багија па све до лакших камиона)
- Тешки Камиони

## Назив и карактеристике Дакара
Дакар (рели) или Париз - Дакар (рели) је задржао своје старо име иако се одавно не креће из Париза, а дешавало се и да Дакар буде заобиђен.
Иако у називу трке стоји да је у питању рели, треба имати у виду да он нема много додирних тачака са рели тркама које се данас организују, али је задржао то име јер су га у почетку возили рели возачи. За разлику од обичног релија у ком се возе измењени аутомобили на Дакару се користе возила тако конструисана да им је основна намена кретање ван путева. На ово је утицала и сама концепција Дакара, јер се огроман део трке одвија по пределима Сахаре (динама, блату, камењу, реткој трави и сличним подлогама) ван сваке назнаке пута, осим оне коју је оставио ваш претходник. Због тога једну од пресудних улога на трци играју сувозачи односно навигатори који треба да на једноличном терену отпрате кретање возила на карти и да дају возачу права упутства да би се отпратила најбоља и најбржа путања. Наравно потпуно је друга ствар Дакар за мотоциклисте, који се морају сами сналазити.
Посебно обележје Дакара чине и дневне етапе чије се дужине крећу од неколико километара до неколико стотина километара.
Последњих година на Дакару су се окушавали и победници светског рели шампионата (Макре и Сајнц) који су се сјајно показали и били на челу Дакара након етапа по европском тлу односно док се возило по путевима, али су убрзо по преласку на афричко тле губили вођство и испадали из групе водећих возача.

## Несреће на Дакар релију
1982. године сер Марк Тачер (бизнисмен и син Маргарет Тачер) је са својим сувозачем Шарлоом Вернијеом и њиховим механичарем био изгубљен шест дана у пустињи. Њих тројица су 09.01. су изгубили конвој возила у ком су се кретали након што су застали да оправе покварен волан. Они су 12.01. проглашени несталима и покренута је велика потрага за њима. На крају је алжирски C-130 Херкул спазио њихов Пежо 504, неких 50 km од путање. Срећом нико од њих није повређен.
1986. године оснивач и идејни творац Дакар релија, Тјери Сабин, гине у хеликоптерској несрећи.
1988. године се ДАФ-ов камион, који се кретао брже од аутомобила, слупао, а у удесу је погинуо један од возача, због чега је ДАФ напустио такмичење.
2005. године шпански мотоциклиста Хосе Мануел Перез умире у болници 10.01. од рана задобијених у удесу. Већ 11.01. италијански мотоциклиста и двоструки победник Дакара Фабрицио Меони гине на 11. етапи. Једна петогодишња сенегалска девојчица бива 13.01. прегажена од стране сервисног камиона, а пријављено је да је већи број локалних становника страдао под точковима током Дакар релија, али званични подаци никад нису објављени.

## Победници Дакар релија
| Година | Четвороточкаши | Четвороточкаши | Четвороточкаши | Четвороточкаши | Двоточкаши  | Двоточкаши   | Двоточкаши | Путања                  |
| Година | Возач          | Сувозач        | Националност   | Произвођач     | Возач       | Националност | Произвођач | Путања                  |
| ------ | -------------- | -------------- | -------------- | -------------- | ----------- | ------------ | ---------- | ----------------------- |
| 2007   | Алфан          | Котре          | Француска      | Мицубиши       | Депре       | Француска    | КТМ        | Лисабон - Дакар         |
| 2006   | Алфан          | Пикар          | Француска      | Мицубиши       | Кома        | Шпанија      | КТМ        | Лисабон - Дакар         |
| 2005   | Петерхансел    | Котре          | Француска      | Мицубиши       | Дупре       | Француска    | КТМ        | Барселона - Дакар       |
| 2004   | Петерхансел    | Котре          | Француска      | Мицубиши       | Рома        | Шпанија      | КТМ        | Клермон Ферон - Дакар   |
| 2003   | Масуока        | Шулц           | Јапан          | Мицубиши       | Саинт       | Француска    | КТМ        | Марсељ - Шарм ел Шеик   |
| 2002   | Масуока        | Мајмон         | Јапан          | Мицубиши       | Меони       | Италија      | КТМ        | Арас - Мадрид - Дакар   |
| 2001   | Клајншмит      | Шулц           | Немачка        | Мицубиши       | Меони       | Италија      | КТМ        | Париз - Дакар           |
| 2000   | Шлесер         | Мане           | Француска      | Шлесер-Рено    | Саинт       | Француска    | БМВ        | Париз - Дакар - Каиро   |
| 1999   | Шлесер         | Моне           | Француска      | Шлесер-Рено    | Саинт       | Француска    | БМВ        | Гранада - Дакар         |
| 1998   | Фонтенеј       | Пикар          | Француска      | Мицубиши       | Петерхансел | Француска    | Јамаха     | Париз - Гранада - Дакар |
| 1997   | Шинозука       | Мане           | Јапан          | Мицубиши       | Петерхансел | Француска    | Јамаха     | Дакар - Агадеш - Дакар  |
| 1996   | Лартик         | Перин          | Француска      | Ситроен        | Ориоли      | Италија      | Јамаха     | Гранада - Дакар         |
| 1995   | Лартик         | Перин          | Француска      | Ситроен        | Петерхансел | Француска    | Јамаха     | Гранада - Дакар         |
| 1994   | Лартик         | Перин          | Француска      | Ситроен        | Ориоли      | Италија      | Кађива     | Париз - Дакар - Париз   |
| 1993   | Саби           | Серис          | Француска      | Мицубиши       | Петерхансел | Француска    | Јамаха     | Париз - Дакар           |
| 1992   | Ориол          | Моне           | Француска      | Мицубиши       | Петерхансел | Француска    | Јамаха     | Париз - Сирт - Кејптаун |
| 1991   | Ватанен        | Берглунд       | Финска         | Ситроен        | Петерхансел | Француска    | Јамаха     | Париз - Триполи - Дакар |
| 1990   | Ватанен        | Берглунд       | Финска         | Пежо           | Ориоли      | Италија      | Кађива     | Париз - Триполи - Дакар |
| 1989   | Ватанен        | Берглунд       | Финска         | Пежо           | Лале        | Француска    | Хонда      | Париз - Тунис - Дакар   |
| 1988   | Канкунен       | Пиронен        | Финска         | Пежо           | Ориоли      | Италија      | Хонда      | Париз - Алжир - Дакар   |
| 1987   | Ватанен        | Жиро           | Финска         | Пежо           | Нево        | Француска    | Хонда      | Париз - Алжир - Дакар   |
| 1986   | Метке          | Лемоне         | Француска      | Порше          | Нево        | Француска    | Хонда      | Париз - Алжир - Дакар   |
| 1985   | Занироли       | Да Силва       | Француска      | Мицубиши       | Рахе        | Белгија      | БМВ        | Париз - Алжир - Дакар   |
| 1984   | Метке          | Лемоне         | Француска      | Порше          | Рахе        | Белгија      | БМВ        | Париз - Алжир - Дакар   |
| 1983   | Ик             | Брезо          | Белгија        | Мерцедес       | Ориол       | Француска    | БМВ        | Париз - Алжир - Дакар   |
| 1982   | Моро           | Моро           | Француска      | Рено           | Нево        | Француска    | Хонда      | Париз - Алжир - Дакар   |
| 1981   | Метке          | Жиро           | Француска      | Ленд Ровер     | Ориол       | Француска    | БМВ        | Париз - Дакар           |
| 1980   | Котулински     | Луфелман       | Шведска        | Фолксваген     | Нево        | Француска    | Јамаха     | Париз - Дакар           |
| 1979   | Женестер       | Тербијо        | Француска      | Ленд Ровер     | Нево        | Француска    | Јамаха     | Париз - Дакар           |